# Konrad Gisler
Konrad Gisler (* 19. September 1924 in Flaach; † 10. November 2018) war ein Schweizer Politiker (BGB, seit 1971 SVP). Er wirkte erst als Zürcher Kantonsrat, dann als Zürcher Regierungsrat.

## Ausbildung und Beruf
Gisler besuchte die Sekundarschule und anschliessend die Landwirtschaftsschule, die er 1943 abschloss. Von 1943 bis 1959 arbeitete er als Landwirt und nebenamtlicher Gemeindeschreiber der Gemeinde Flaach, anschliessend bis 1972 als vollamtlicher Gemeindeschreiber. Von 1972 bis 1977 war Gisler Chef des Genossenschaftswesens beim Verband nordostschweizerischer Käserei- und Milchgenossenschaften in Winterthur.

## Politische Laufbahn
Von 1963 bis 1977 war Konrad Gisler Mitglied des Zürcher Kantonsrats, dessen Geschäftsprüfungskommission er von 1967 bis 1974 angehörte. Im Amtsjahr 1976/77 amtete er als Kantonsratspräsident.
Von 1977 wurde Konrad Gisler in den Zürcher Regierungsrat gewählt und stand dort bis 1987 der Polizei- und Militärdirektion vor. 1983 fungierte er als Regierungsratspräsident. In seine Amtszeit fällt unter anderem die Realisierung des neuen Waffenplatzes Reppischtal, die Reorganisation des kantonalen Amts für Zivilschutz und die Förderung des Breitensports.

## Privates
Konrad Gisler wurde als Sohn des Landwirts Konrad Gisler geboren. Er heiratete 1951 Marlies Hess, Tochter des Johann Hess.
Gisler war von 1947 bis 1951 und von 1952 bis 1954 Präsident des Männerchors Flaach und wurde 1984 zu dessen Ehrenpräsident ernannt. Ausserdem war er ab 1985 Ehrenmitglied des Zürcher Schiesssportverbands und des Zürcher Kantonalverbands für Sport.
Gisler lebte in Flaach.